# Волчек, Дмитрий Борисович
Дми́трий Бори́сович Во́лчек (род. 18 июня 1964, Ленинград, РСФСР) — российский прозаик, поэт и переводчик, издатель.

## Биография
Учился на факультете русского языка и литературы ЛГПИ им. А. И. Герцена. Участвовал в неофициальной литературной жизни Ленинграда, был членом объединения писателей Клуб-81.
В 1982 году вместе с другими молодыми авторами основал самиздатский журнал «Молчание» (до ноября 1983 года вышло 9 номеров). В 1985 году на смену «Молчанию» пришёл «Митин журнал», выходивший до 2020 года.
Его стихи и статьи публиковались в подпольной периодике в СССР («Часы», «Обводный канал», «Эпсилон-салон», «Сумерки») и в журналах русского зарубежья («Континент», «Стрелец»), тексты переведены на английский, немецкий, словенский и другие языки.
В 1987-89 годах работал в редакции журнала «Гласность», основанного диссидентом Сергеем Григорьянцем. В 1990-х публиковался в журналах «Столица», «Ом», «Premiere», был колумнистом газеты «Ведомости».
Изучал творчество Владислава Ходасевича, был составителем первого в СССР собрания его стихотворений в серии «Библиотека поэта».
Был одним из основателей Свободного Университета в Ленинграде (вместе с Сергеем Курехиным, Тимуром Новиковым и другими деятелями неофициальной культуры) и возглавлял там кафедру поэзии.
В 1999 г. за издание «Митиного журнала» Дмитрий Волчек удостоен Премии Андрея Белого (1999) в номинации «За заслуги перед литературой».
Перевел на русский язык произведения Уильяма Берроуза, Гая Давенпорта, Кэти Акер, Алистера Кроули, Пола Боулза, Фланнери О’Коннор и других английских и американских писателей.
С 1988 года сотрудник Радио «Свобода», ведет программу «Культурный дневник».
В 2000 году после передачи издания «Митиного журнала» тверскому издательству «Kolonna publications» становится идеологом этого издательства, определяя его политику. По инициативе Волчека основу издательской программы «Колонны» начинает составлять радикальная в эстетическом и этическом отношении литература, ревизующая границы добра и зла и пределы человеческой воли; особенно существенны для этой программы книги таких авторов, как Антонен Арто, Пьер Гийота, Илья Масодов, Габриэль Витткоп, Маруся Климова, Ярослав Могутин, Юлия Кисина). В марте 2022 года работа издательства была приостановлена, значительная часть макетов опубликованных книг выложена бесплатно на сайте издательства.
С 1993 жил в Мюнхене, с 1995 живёт в Праге.

### Книги
- «Говорящий тюльпан: Стихотворения 1985—1991». — СПб.: «Омфала», 1992.
- «Полуденный демон: Стихотворения 1991—1995». — СПб.: «Омфала», 1995.
- «Кодекс гибели» (роман) — T-ough Press[англ.], 1999.
- «Девяносто три!» (роман). — Kolonna Publications, 2001.

### Избранные переводы
- Уильям Берроуз, «Дезинсектор» (роман, 2001, ISBN 5-94128-007-6)
- Уильям Берроуз, «Дикие мальчики» (роман, 2001, ISBN 5-94128-001-7)
- Алистер Кроули, «Завещание Магдалины Блэр» (рассказы, 2002, ISBN 5-94128-061-0)
- Фланнери О’Коннор, «Мудрая кровь» (роман, 2002, ISBN 5-94128-007-6)
- Уильям Берроуз, «Кот внутри» (рассказы, 2002, ISBN 5-94128-063-7)
- Уильям Берроуз, «Порт святых» (роман, 2003, ISBN 5-98144-006-6)
- Кеннет Грант, «Против света» (роман, 2004, ISBN 5-98144-015-5)
- Уильям Берроуз, «Блэйдраннер» (киносценарии, 2004, ISBN 5-98144-024-4)
- Кэти Акер, «Похоть» (рассказы, 2005, ISBN 5-98144-045-7)

### Интервью
- Бавильский Дмитрий. Дмитрий Волчек: «Будущего нет, истины нет, все дозволено!» // Частный Корреспондент. — 27 января 2014 года.
- «У монстра нет ни вкуса, ни совести». Интервью Станиславу Львовскому.
- «Текст должны диктовать высшие сущности». Интервью журналу «Ио Пан» Архивная копия от 16 августа 2016 на Wayback Machine
- «Нам нужен сын Люцифера и Дарьи Жуковой» (интервью Дмитрия Волчека сайту Polit.ru)
- «Я ношу с собой синее пятно». Интервью Д. Волчека журналу «Шо».
- «Не забудьте захватить кондоминиум!» Интервью «Частному корреспонденту», 2010
- Николай Никифоров. Разговор с Дмитрием Волчеком, 2010
- «Хочу издавать книги для собак». Интервью Д. Волчека сайту Magreb
- «Поэзия собрала свои вещи и переехала»: Интервью Д. Волчека Евгению Стасиневичу
- «Мне всегда хочется забраться в дом писателя, которого я перевожу, с черного хода». Интервью Д. Волчека «Русскому журналу»
- «Я убежден: будущее литературы в прошлом». Интервью Д. Волчека журналу «Иностранная литература»
- Современная русская литература мала, как песочница, в которой пекут куличи несколько гениальных гномов". Интервью Д. Волчека порталу «Горький», 2021